# 让-巴蒂斯特·马凯
让-巴蒂斯特·马凯（法語：Jean-Baptiste Macquet，1983年7月2日—），法国男子赛艇运动员。他曾代表法国参加世界赛艇锦标赛，获得二枚金牌和一枚银牌。他也曾参加2004年和2008年夏季奥运会。